# Герб Снежногорска
Герб Снежногорска является символом города Снежногорска.

## Описание герба
В лазоревом поле обращённая прямо голова нерпы с чёрными глазами, носом и усами, выходящая из лазоревой полыньи посередине серебряной оконечности и сопровождаемая 3 снежинками того же металла (1 и 2).

## Обоснование символики
Центральная фигура герба города Снежногорска — нерпа, аллегорически символизирует градообразующее предприятие — судоремонтный завод «Нерпа», со строительством и наращиванием производственных мощностей которого неразрывно связано и социально-экономические развитие города Снежногорска.
Лазоревая часть герба и серебряная оконечность с лазоревой полыньёй аллегорически показывают географическое расположение Снежногорска на берегу Кольского залива в незамерзающей бухте Кут.
Лазурь — цвет ясного неба и моря, представляет высоту и глубину, постоянство и преданность, а также красоту природы, символизирует безупречность, возвышенные устремления, добродетели.
Снежинки аллегорически говорят о названии города, делая тем самым герб «полугласным», что в геральдике считается одним из классических способов создания герба.
Серебро аллегорически говорит о бескрайних северных просторах полуострова и символизирует чистоту, веру, простоту, совершенство, мудрость, благородство, мир и взаимное сотрудничество.
Утверждён решением Муниципального Совета ЗАТО Снежногорск от 20.08.2003 № 48

## История герба
До 4 января 1994 года Снежногорск именовался городом Вьюжным (в открытой переписке — Мурманск-60).
24 декабря 1992 года решением 8 сессии XXI созыва Совета народных депутатов г. Мурманска-60 по проекту Юрия Владимировича Рубцова был утверждён герб города Вьюжного.
Утверждённый полный герб города Вьюжного имел следующее описание: «Герб представляет собой щит синего цвета с золотым окаймлением. В основании щита серебряный лёд, из проруби которого выныривает голова нерпы естественного цвета. Над нерпой три серебряные снежинки, средняя выше боковых. Щит увенчан красной городской короной с тремя зубцами. За щитом два скрещённых золотых якоря, соединённых Александровской лентой. В левом (по геральдическим правилам в правом, так как описание гербов производится от щитодержателя) верхнем углу северное золотое сияние. Синий цвет поля щита и серебряная оконечность означают, что город находится на берегу залива. Снежинки символизируют название города, а нерпа — название основного городского производственного предприятия. Трёхглавая корона красного цвета, якоря и Александровская лента означают статус приморского города».
В 1993 году при изготовлении сувенирного знака с изображением герба города Вьюжного автор заменил синий цвет на голубой геральдический и исключил из герба северное сияние, так как оно нарушало симметрию рисунка. Описание герба не менялось.
4 января 1994 года Правительство Российской Федерации сняло гриф секретности с наименований закрытых городов, в том числе и населённых пунктов Кольского полуострова. Вместо привычного для жителей города названия Вьюжный, Мурманск-60 был переименован в Снежногорск.
Союз геральдистов России доработал первоначальный герб Снежногорска. 20 августа 2003 года доработанный вариант герба был утверждён решением Муниципального Совета ЗАТО Снежногорск и внесён в Государственный геральдический регистр Российской Федерации под № 1283.